# Instal·lació de triatló de Pequín
La Presa de les Tombes de la Dinastia Ming a Pequín (Xina) serà la instal·lació on se celebraren les competicions de Triatló dels Jocs Olímpics de 2008.
La prova de natació es realitzà en les seves aigües i la carrera i la prova de ciclisme, en les seves immediateses.
Està ubicada al districte de Changping, al nord de la capital xinesa, a uns 40 km al nord-oest del Parc Olímpic.